# علی ظفرزاده
علی ظفرزاده (زادهٔ ۱۳۳۰ در فریمان) نمایندهٔ حوزهٔ انتخابیهٔ مشهد در دورهٔ ششم مجلس شورای اسلامی بوده‌است.